# Théophile (Nouveau Testament)
Pour les articles homonymes, voir Théophile.

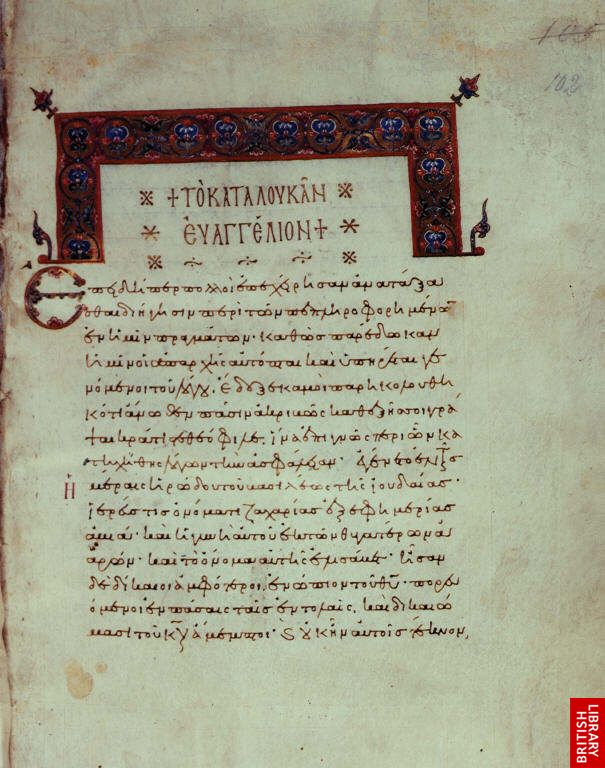
Évangile selon Luc, 1:1-4, Codex Burney, Xe siècle, folio 102.

Théophile (en grec ancien : Θεόφιλος, Theóphilos) est un personnage du Nouveau Testament cité dans les premières lignes de l'Évangile selon Luc et des Actes des Apôtres. Ces deux textes, considérés par l’exégèse historico-critique de la Bible comme étant l’œuvre d’un seul auteur, Luc, lui sont dédiés dès les premiers mots. Toutefois, s’il y a certitude ou quasi-certitude quant au fait que les deux livres formaient à l’origine un diptyque, l’identité de leur dédicataire commun demeure sujette à caution.

## Les deux textes de Luc
Théophile est mentionné au troisième verset de l’Évangile selon Luc sous la forme d’un vocatif honorifique, κράτιστε Θεόφιλε, kratiste Theophile (littéralement, « très éminent » ou « excellent » Théophile) :
« Plusieurs ayant entrepris de composer un récit des événements qui se sont accomplis parmi nous, suivant ce que nous ont transmis ceux qui ont été des témoins oculaires dès le commencement et sont devenus des ministres de la parole, il m’a aussi semblé bon, après avoir fait des recherches exactes sur toutes ces choses depuis leur origine, de te les exposer par écrit d’une manière suivie, excellent Théophile, afin que tu reconnaisses la certitude des enseignements que tu as reçus. »
Ce prologue est repris dans l'incipit des Actes des Apôtres, toujours au vocatif, mais simplement sous la forme ὦ Θεόφιλε (« ô Théophile) », sans le prédicat honorifique :
« Théophile, j’ai parlé, dans mon premier livre, de tout ce que Jésus a commencé de faire et d’enseigner dès le commencement. »

## L'identité de Théophile

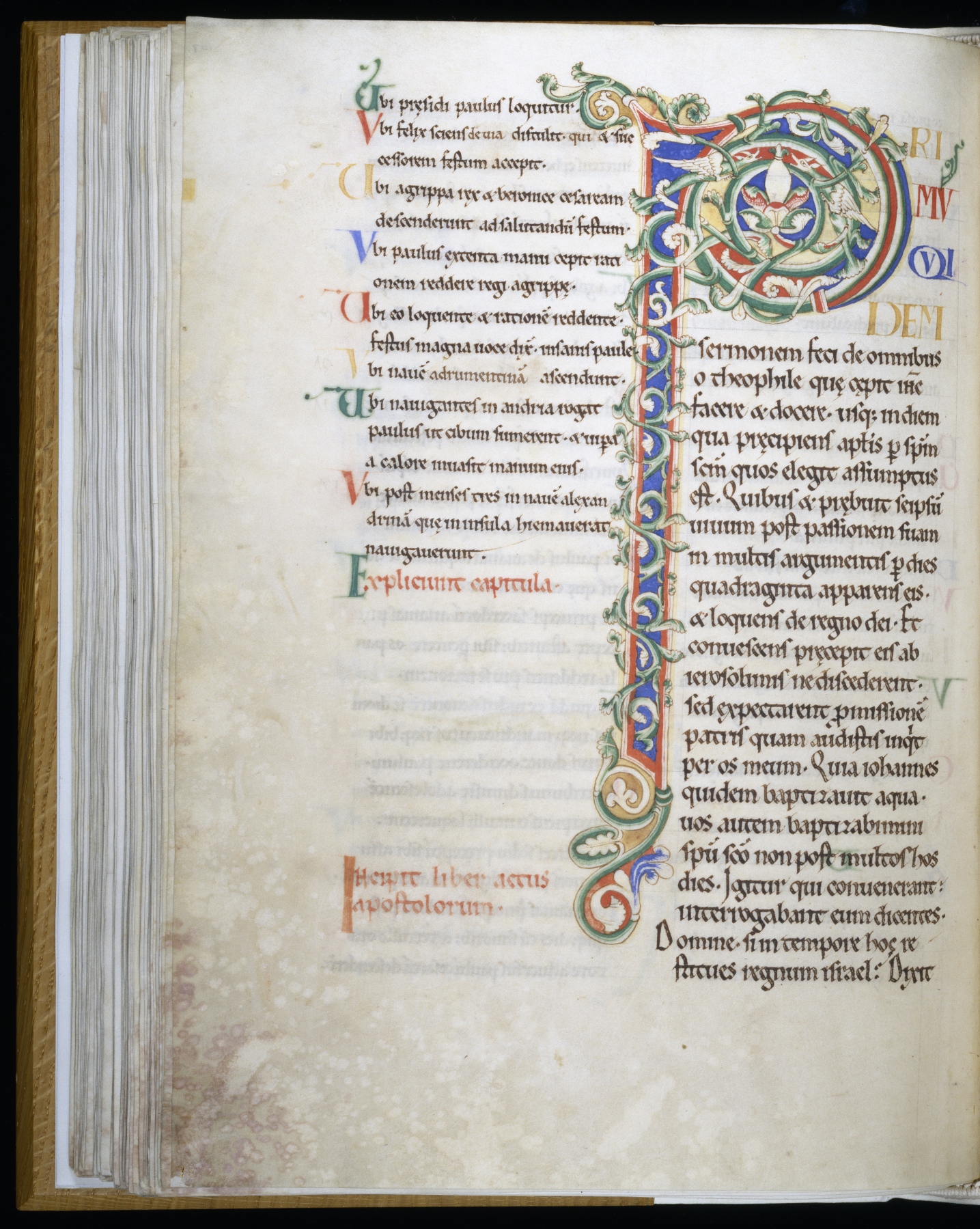
Actes des Apôtres, 1:1, parchemin enluminé, v. 1130-1140, avec la traduction latine de la Vulgate : « Primum quidem sermonem feci de omnibus, o Theophile, quae coepit Iesus facere et docere... »

Aucune indication sur l'identité de Théophile n’est fournie dans l’évangile lucanien non plus que dans les Actes. L’« excellent Théophile » n’y réapparaît pas et, dans les deux textes, sa mention se présente comme un hapax. Seule la signification de son nom apporte une précision : en grec, un θεόφιλος (theophilos) est un « ami de Dieu » ou un « aimé de Dieu ». Au-delà, les spécialistes de l’exégèse biblique ne peuvent que se livrer à des conjectures. Avec cet « ami de Dieu », s’agit-il, se demande Daniel Marguerat, d’une sorte de lecteur idéal, imaginaire, auquel s’adresse Luc, ou bien d’un personnage réel ? Dans ce dernier cas, Théophile pourrait être une personnalité influente, voire un commanditaire susceptible de financer la diffusion de l’œuvre grâce à des copistes, comme l’envisagent François Bovon, et Daniel Marguerat. 
Nombreuses sont les théories qui s’efforcent de résoudre l’énigme de Théophile : un Craignant-Dieu, un proche de Luc, un dignitaire romain, un notable d’Alexandrie, un parent du grand prêtre d'Israël ou le grand prêtre lui-même, un disciple universel qui symboliserait les chrétiens d'origine païenne… À ces hypothèses s’oppose le fait que « Théophile » est un prénom trop courant pour ne pas laisser place au doute.
En tout état de cause, si la présence de l’« excellent Théophile » dans l’évangile de Luc et dans les Actes apporte une réponse, celle-ci a trait à la continuité entre les deux textes, dont elle est un « indice sûr » au même titre que leur homogénéité littéraire,,.